# Manuel Castro Ruiz

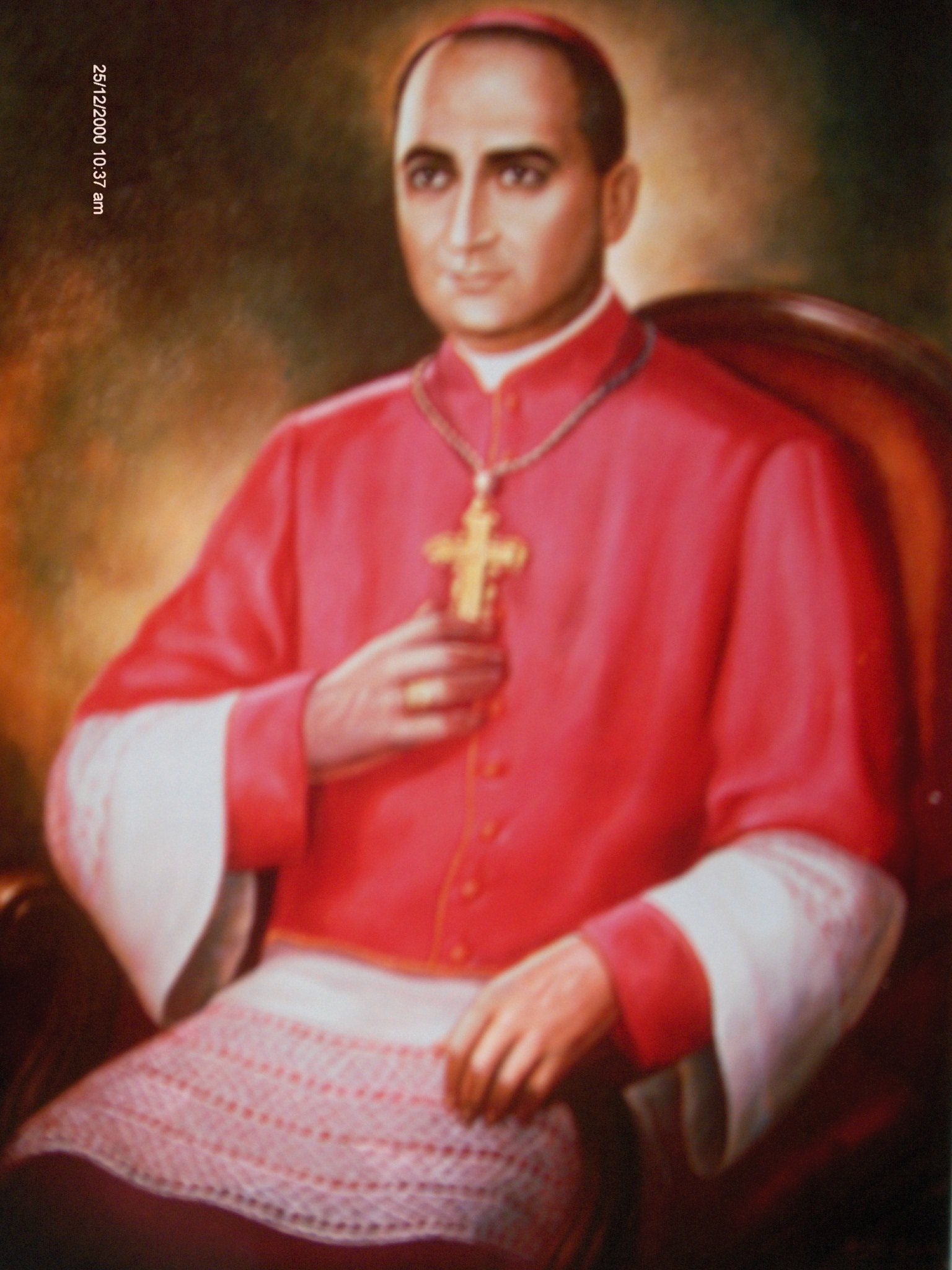
Manuel Castro Ruiz

Manuel Castro Ruiz (* 9. November 1918 in Morelia, Michoacán, Mexiko; † 18. November 2008) war römisch-katholischer Erzbischof von Yucatán.

## Leben
Manuel Castro Ruiz studierte am Seminar von Morelia und am Palafoxiana von Puebla. Er empfing die Priesterweihe am 19. Juni 1943 durch Erzbischof Luis Altamirano.
Am 21. Juli 1965 ernannte ihn Papst Paul VI. zum Titularbischof von Cincari und zum Weihbischof im Erzbistum Yucatán. Die Bischofsweihe spendete ihm Erzbischof Fernando Ruiz y Solózarno am 27. Dezember desselben Jahres; Mitkonsekratoren waren der Koadjutorerzbischof von Morelia, Erzbischof Manuel Martín del Campo Padilla, und der Bischof von Ciudad Altamirano, Juan Navarro Ramírez.
Er nahm an der vierten Sitzungsperiode des Zweiten Vatikanischen Konzils als Konzilsvater teil.
Am 20. September 1969 wurde er zum Erzbischof von Yucatán ernannt.
Sein altersbedingtes Rücktrittsgesuch nahm Papst Johannes Paul II. am 15. März 1995 an. Er starb an den Folgen von Herz-Kreislauf-Komplikationen.